# Lift Me Up
〈Lift Me Up〉(리프트 미 업)는 리한나의 노래이다. 영화 《블랙 팬서: 와칸다 포에버》의 사운드트랙 《Wakanda Forever: The Album》의 리드 싱글이다. 6집 음반 Anti 에라 활동 이후 6년 이상의 공백기를 가진 후 발매한 첫 솔로곡이다.